# 1437
1437 (MCDXXXVII) a fost un an comun al calendarului iulian, care a început într-o zi de marți.

## Evenimente
- 16 septembrie: în contextul Răscoalei de la Bobâlna reprezentanții nobilimii și ai clerului, împreună cu fruntașii secuilor și ai sașilor, semnează la Căpâlna "unirea frățească" (Unio Fraterna), prin care își promit ajutor mutual împotriva răsculaților conduși de Antal Nagy de Buda, precum și împotriva dușmanilor din afară (invaziile otomane). Documentul este cunoscut și sub numele greșit de Unio Trium Nationum.
- 1437-1438: Răscoala de la Bobâlna. Cea mai importantă răscoală din Regatul Ungariei, care a izbucnit în nordul Transilvaniei.

## Nașteri
- dată necunoscută: Elizabeth Woodville  (d. 1492)
- dată necunoscută: Isaac Abrabanel filosof portughez (d. 1508)
- dată necunoscută: Radu cel Frumos  (d. 1475)
- dată necunoscută: Pêro Vaz de Caminha explorator portughez (d. 1500)
- dată necunoscută: Isabela de Bourbon  (d. 1465)

## Decese
- 3 ianuarie: Caterina de Valois, 36 ani, soția regelui Henric al V-lea al Angliei (n. 1401)
- 21 februarie: Iacob I al Scoției, 42 ani (n. 1394)
- 10 iunie: Ioana de Navara, 66 ani, a doua soție a regelui Henric al IV-lea al Angliei (n. 1370)
- 9 decembrie: Sigismund de Luxemburg, 69 ani, împărat romano-german (n. 1368)